# Peucetia ranganathani
Peucetia ranganathani là một loài nhện trong họ Oxyopidae.
Loài này thuộc chi Peucetia. Peucetia ranganathani được Biswamoy Biswas & R. Roy miêu tả năm 2005.